# Légume-feuille
 (novembre 2012).
Si vous disposez d'ouvrages ou d'articles de référence ou si vous connaissez des sites web de qualité traitant du thème abordé ici, merci de compléter l'article en donnant les références utiles à sa vérifiabilité et en les liant à la section « Notes et références ».

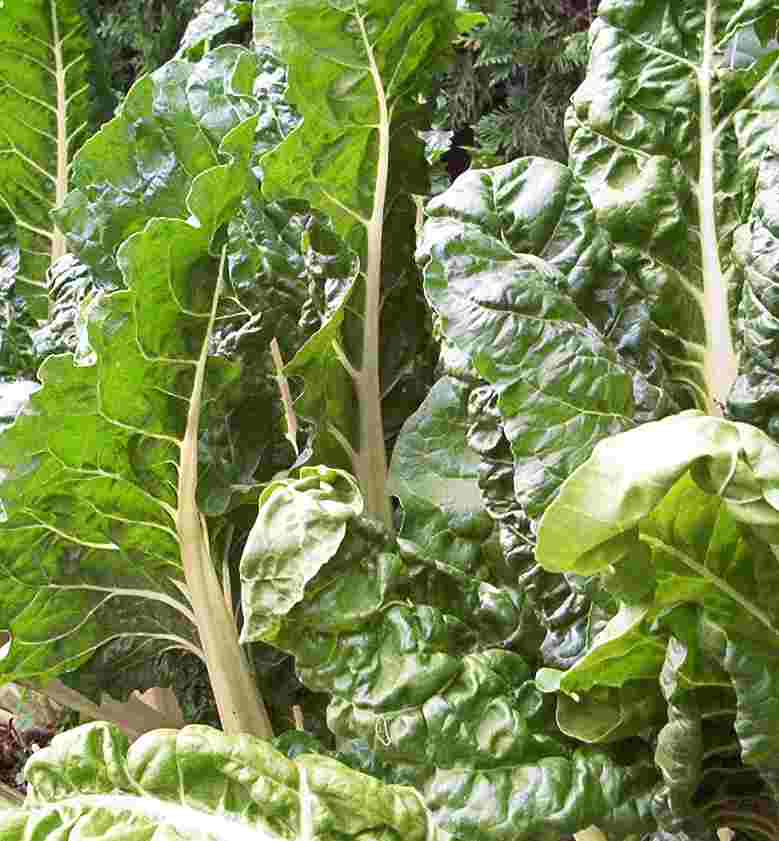
Blette fraiche

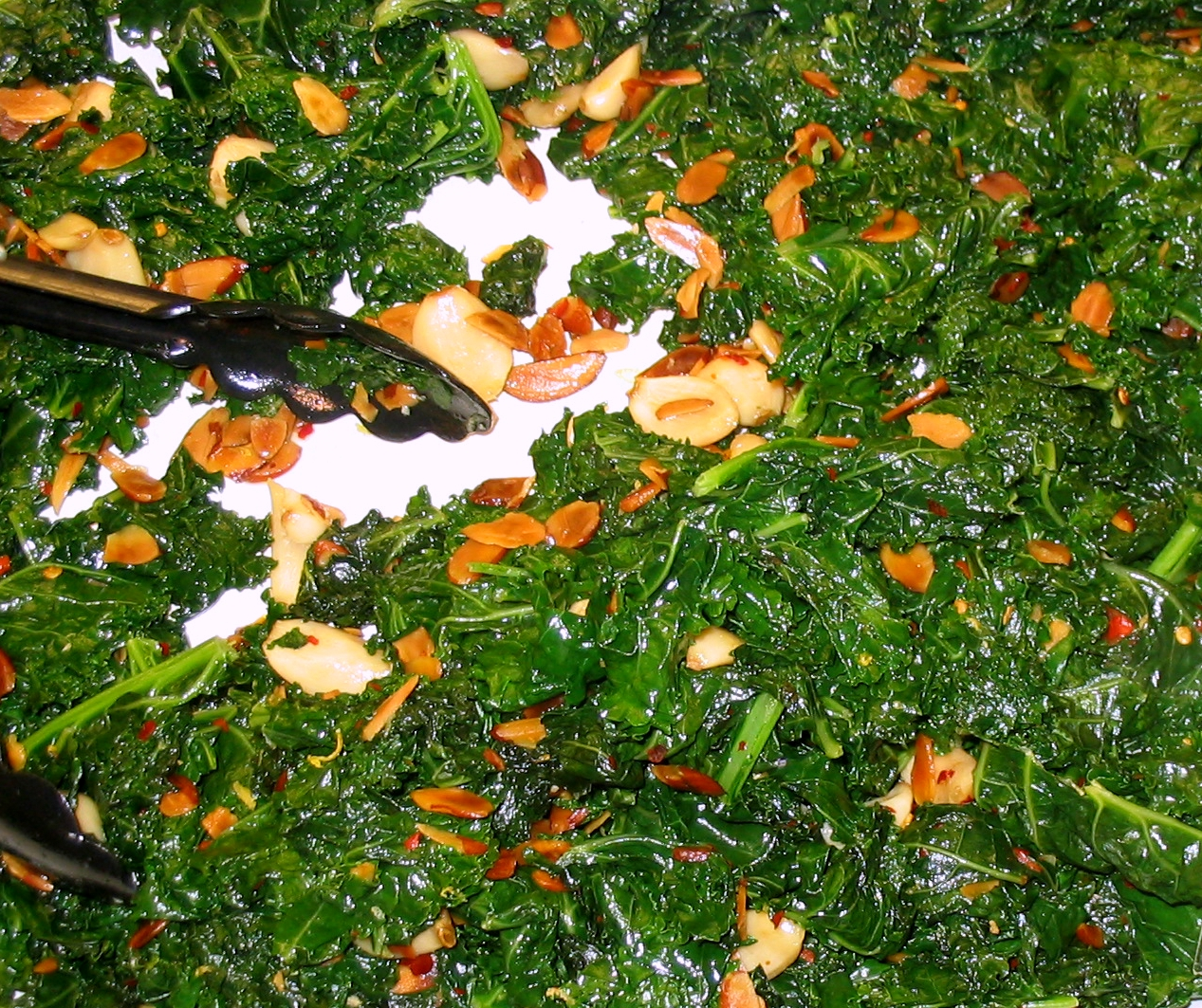
Chou frisé

Un légume-feuille est un légume dont la partie consommée correspond à la feuille de la plante. Ces légumes sont souvent consommés crus, en salade, avec un assaisonnement destiné à en relever le goût. Certains, notamment les choux, sont cuisinés et préparés de diverses manières.

## Nutrition
Les légumes-feuilles sont faibles en calories, faibles en gras, riche en protéines par calorie, riche en fibres alimentaires, riches en fer et en calcium, et très élevés en composés phytochimiques tels que la vitamine C, caroténoïdes, lutéine (antioxydant), acide folique ainsi que vitamine K.

## Liste
- Salades
  - Cresson
  - Endive
  - Frisée
  - Laitue
  - Mâche
  - Roquette
  - Scarole

- Autres
  - Bette, Blette ou Poirée
  - Brède mafane
  - Chou
  - Chou de Bruxelles
  - Chou chinois
  - Épinard
  - Komatsuna (moutarde épinard)
  - Liseron d'eau
  - Ndolé (Afrique équatoriale)
  - Oseille
  - Quelites (Mexique)
  - Rhubarbe